# كريستوفر ريتشاردز
كريستوفر ريتشاردز هو كاتب كندي، ولد في 29 نوفمبر 1961 في سكاربورو، تورنتو في كندا.

## وصلات خارجية
- كريستوفر ريتشاردز على موقع IMDb (الإنجليزية)
- كريستوفر ريتشاردز على موقع قاعدة بيانات الفيلم (الإنجليزية)